# Sierra de Tossals
Sierra de Tossals (en idioma catalán: Serra dels Tossals) es un Lugar de Importancia Comunitaria situado en la provincia de Barcelona, Comunidad Autónoma de Cataluña, España, situada en el municipio de Capolat aunque su extremo más occidental y, a la vez su máxima elevación se encuentra en la frontera con el municipio de Navès. Esta elevación máxima es el Tossal de Vilella donde se alcanzan los 1526,6 metros.Forma parte del prepirineo catalán.